# 遼北省政府
遼北省政府是中華民國國民政府在遼北省的最高地方行政機關。民國34年（1945年）9月在重慶市成立籌備處開始，至37年（1948年）3月省政府垮臺為止，前後歷時3年多。

## 沿革
民國34年（1945年）抗日戰爭結束後，國民政府於同年9月上旬，在重慶宣佈任命劉翰東為遼北省政府主席，主持在四平市組建遼北省政府，並在重慶成立遼北省政府籌備處開始策劃接收工作。10月底至11月初，劉翰東偕同委員徐鼐、張式綸、傅馥桂、白世昌、李充國及接收專員林耀山、趙惠東、安玉珍、陳國賢等10餘員，由重慶飛抵長春，在東北行營內開始辦公籌備接收工作。由於蘇聯幾番阻擾，一時接收無望，劉翰東於11月17日將全員撤離，分批飛往北平待命，不久在年末奉命飛返長春。幾經折衝下，於隔年（1946年）1月8日，由蘇軍聯絡官卡里亞替陪同下，率領全體接收人員至四平辦理接收事宜，並於1月10日在四平正式成立省政府，並開始辦公。
當時，除四平市外，遼北省所屬各縣（旗）均由中共組建了人民民主政權接管。劉翰東派任的縣（旗）長均無法赴當地就任，接收工作一事無成。民國35年（1946年）3月13日，蘇聯軍隊剛撤出四平不久，中共中央東北局西滿分局和西滿軍區調集軍隊1萬餘人，於3月17日攻克四平市，擊斃500餘人，俘獲遼北省政府主席劉翰東及其省政府各廳、處官職人員150名和遼北省員警總隊副總隊長張楷以下官兵3000餘人，遼北省政府頃刻瓦解。3月25日，中共中央東北局決定，將劉翰東、徐鼐等遼北省政府要員14人釋放回長春。劉翰東等人於3月27日飛赴錦州後，即令警務處長王泰興率領部分人員赴瀋陽建立遼北省政府辦事處，並隨國軍主力北進開原、昌圖。同年5月19日，國軍主力進佔四平。翌日，劉翰東率領在瀋陽待命的官員進駐四平，再度建立遼北省政府。根據東北行營制定的《東北各省省政府暫行組織大綱》的規定，遼北省政府於同年11月5日頒發了《遼北省政府合署辦公分層負責辦事細則》，在國軍主力控制的遼北省市、縣內，派出官員成立了四平市及梨樹、雙遼、長嶺、西安、東豐、海龍6縣政府。
由於遼北省政府因地處戰爭前沿，行政人員一直缺編，各單位主管、職員都不及其他省的三分之一。每週兩次的由省政府委員參加的省務會議，經常不足法定人數，不得不改成談話會。民國37年（1948年）3月13日，東北人民解放軍攻克四平，遼北省政府徹底垮臺。

## 組織
根據遼北省政府於民國35年（1946年）11月5日頒發的《遼北省政府合署辦公分層負責辦事細則》規定，遼北省政府下設單位有：秘書處、民政廳、財政廳、教育廳、建設廳、會計處、警務處、社會處。
《細則》規定各廳、處的職掌為：
- 秘書處：職掌11項，主要項目：省府會議服務、文秘和印信管理、工作計劃審定、資料搜集、行政工作考核等。
- 民政廳：職掌10項，主要項目：行政區劃管理、行政機構設置、行政人員考核、兵役徵招、土地徵管、衛生保健監督等。
- 財政廳：職掌26項，主要項目：財政規劃、收支預算、稅捐督徵、財產管理、金融監督等。
- 教育廳：職掌7項，主要項目：各項教育的籌劃、督導和考核，文化事業的籌劃、實施等。
- 建設廳：職掌10項，主要項目：工業、交通、城建、電信、農林等各項事業的籌劃和實施，以及開荒、耕地、移民的督導和管理等。
- 會計處：職掌8項，主要項目：省和市、縣（旗）機關收支計劃的編審、實施，財會帳目、憑據的管理，財會人員的考核、任免等。
- 警務處：職掌9項，主要項目：警務制度的建立，警務人員的任免，戶口、出版物的管理，消防、防疫設施的營建，治安和市容的整治等。
- 社會處：職掌13項，主要項目：人民團體的管理，社會糾紛的調處，社會福利、救濟事業的實施，社會服務事業的組織，社會運動的監督等。[2]

## 省政府駐地
民國36年（1947年）6月，國民政府公布東北九省的行政區域，遼北省省會為遼源縣（今吉林省雙遼市），因遼源為中共所控，因此省政府實際駐於四平（今吉林省四平市）。

### 引用
1. ↑  劉翰東：《本省接收一年來之回顧與前瞻》。
2. ↑  《遼北省政府合署辦公分層負責辦事細則》第二條。

### 書目
- 吉林省地方志編纂委員會 編：《吉林省志·省政府志》